# Mesoxenontus primus
Mesoxenontus primus är en mångfotingart som beskrevs av Filippo Silvestri 1948. Mesoxenontus primus ingår i släktet Mesoxenontus, och familjen penseldubbelfotingar. Inga underarter finns listade.